# Пендлтон, Ольга
Ольга Пендлтон (англ. Olga J. Pendleton) — американский статистик, известна своими исследованиями безопасности дорожного движения и вождения в состоянии алкогольного опьянения в Техасском транспортном институте A&M, а также как член комитета Zero Alcohol («Ноль алкоголя») Национального исследовательского совета. Она также опубликовала широко цитируемую работу по геометрическому проектированию дорог и совместно с Рональдом Р. Хокингом по множественной линейной регрессии.

## Образование
Пендлтон училась на бакалавриате в Университете Южной Алабамы. Под именем Ольги Пендлтон Хакни она училась в аспирантуре Университета Эмори. В 1973 году она получила степень магистра, защитив диссертацию «Возвращение к периодической регрессии» (под руководством Ик-Квонг Чана), и в 1976 году защитила докторскую диссертацию «Проверка гипотез в общей линейной модели».

## Карьера
Прежде чем работать в Техасском транспортном институте, Пендлтон стала доцентом Университета штата Миссисипи, а затем, начиная с 1980 года, работала в Центре рака системы Техасского университета. Как Ольга Дж. Хокинг, а затем Ольга Дж. Херман, она преподаёт в Университете Северного Мичигана с 2011 года.

## Признание
Она была избрана членом Американской статистической ассоциации в 1991 году.